# Halimanemertes slacksmithae
Halimanemertes slacksmithae är en djurart som tillhör fylumet slemmaskar, och som beskrevs av Gibson 1990. Halimanemertes slacksmithae ingår i släktet Halimanemertes och familjen Emplectonematidae. Inga underarter finns listade i Catalogue of Life.